# 董栋
董栋（1989年4月13日—），中国男子蹦床运动员，河南省郑州市人，出生于淅川县荆紫关镇，在山西大同体校训练。在2008年北京奥运会上，夺得男子个人蹦床銅牌。在2012年伦敦奥运会上，夺得男子个人蹦床金牌。在2016年里約熱內盧奧運會上，60.535分夺得男子个人蹦床銀牌。在2020年东京奧運會上，61.235分夺得男子个人蹦床銀牌。

## 主要成績
- 2008年 北京奧運會男子蹦床比賽銅牌。
- 2012年 伦敦奧運會男子蹦床比賽金牌。
- 2016年 里約熱內盧奧運會男子蹦床比賽銀牌。
- 2020年 东京奧運會男子蹦床比賽銀牌。